# 北京市妇女联合会
39°53′59″N 116°42′57″E / 39.89985325°N 116.71593535°E
北京市妇女联合会，简称北京市妇联，是中华人民共和国北京市妇女儿童工作者组成的人民团体，成立於1949年11月，是中华全国妇女联合会的地方组织，接受中国共产党北京市委员会的领导。其最高权力机构是北京市妇女代表大会。